# أبجديات التفكير الإنساني
أبجدية الفكر الإنساني هو مفهوم اقترحه في الأصل غوتفريد لايبنتس لتوفير طريقة عالمية لتمثيل وتحليل الأفكار والعلاقات من خلال تفكيك الأجزاء المكونة لها. يتم تجميع جميع الأفكار من عدد قليل جدًا من الأفكار البسيطة التي يمكن تمثيلها بشخصية فريدة.

## المنطق واللغة الكونية
```
في سن المراهقة كان المنطق هو أول اهتمام فلسفي لغوتفريد لايبنتس. اقترح 
رينيه ديكارت
 أن معجم اللغة العالمية يجب أن يتكون من عناصر بدائية.
[
3
]
 سيؤدي الجمع المنتظم لهذه العناصر، وفقًا للقواعد النحوية، إلى إنشاء مجموعات لا حصر لها من الهياكل الحسابية المطلوبة لتمثيل اللغة البشرية. وبهذه الطريقة، كان ديكارت ولايبنتس مؤسسي سلف 
اللغويات الحاسوبية
 كما حددها 
نعوم تشومسكي
.
[
4
]
```

في أوائل القرن الثامن عشر، حدد لايبنتس أبجديته العالمية [الإنجليزية]، وهي لغة اصطناعية تتطابق فيها البنية النحوية والمنطقية، مما يسمح باختزال المنطق إلى الحساب. اعترف لايبنتس بعمل رامون لول، وخاصة (باللاتينية: Ars generalis ultima) والتي تعني (التقنية العامة النهائية)، المُنشئة بعام (1305)، كإحدى مصادر الإلهام لهذه الفكرة. العناصر الأساسية لأبجديته ستكون شخصيات مصورة تمثل بشكل لا لبس فيه عددًا محدودًا من المفاهيم الأولية. ووصف لايبنتس جرد هذه المفاهيم بـ«أبجدية الفكر الإنساني». هناك عدد غير قليل من الإشارات إلى الخصائص في كتابات لايبنتس، لكنه لم يحدد أي تفاصيل باستثناء مخطط موجز لبعض الجمل المحتملة في «رسالته حول فن التوليفات» (بالإنجليزية: Dissertation on the Art of Combinations)‏.
كان اهتمامه الرئيسي هو ما يعرف في المنطق الحديث باسم التصنيف والتكوين. في المصطلحات الحديثة، كانت أبجدية لايبنتس عبارة عن اقتراح لمبرر نظرية [الإنجليزية] أو مُصنف الأنطولوجيا الآلي [الإنجليزية] المكتوب قبل قرون من التكنولوجيا اللازمة لتطبيقه.